# Accident ferroviaire de Tsurumi
L'accident ferroviaire de Tsurumi (鶴見事故, Tsurumi jiko, ou « accident de Tsurumi ») s'est déroulé au Japon le 9 novembre 1963 entre la gare de Tsurumi et la gare de Shin-Koyasu sur la ligne principale Tōkaidō à Yokohama quand deux trains de passagers sont entrés en collision avec un train de marchandise déraillé, tuant 161 personnes. Cet accident est d'autant plus dramatique qu'il survient juste un an et demi après l'accident ferroviaire de Mikawashima qui avait lui-même fait 160 morts.

## L'accident

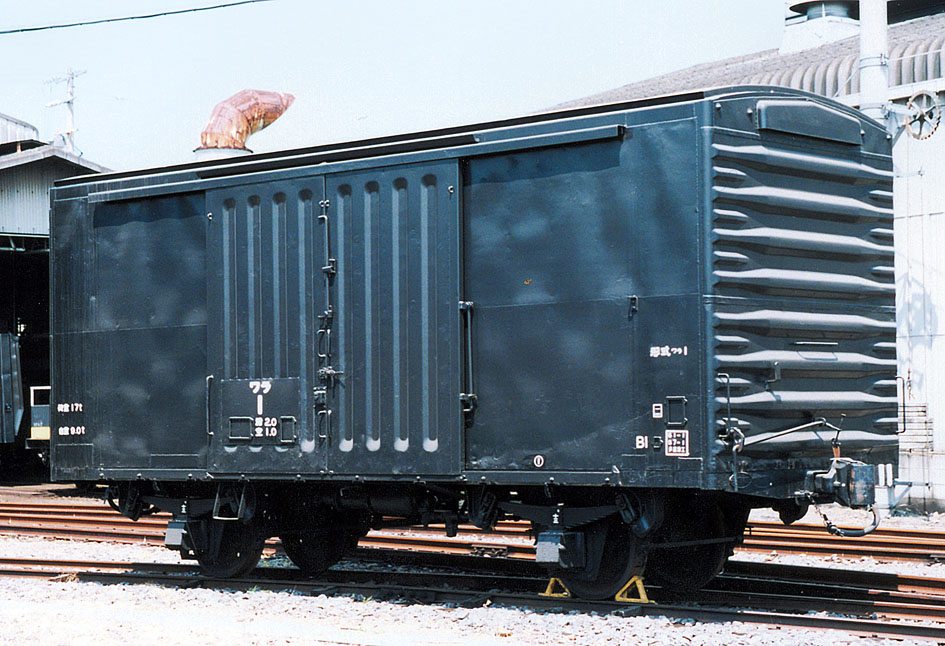
Un wagon WaRa 1 (date inconnue). Une voiture de fret comme celle-ci est impliquée dans l'accident ferroviaire de Tsurumi.

Le 43e wagon d'un long train de marchandises (type WaRa 1) tiré par une locomotive électrique Classe EF15 sur le chemin de fer descendant déraille et les deux wagons suivants se renversent, bloquant la voie ferrée de passagers adjacente. En quelques secondes, un train de passagers de douze wagons arrivant de Tokyo entre en collision avec les wagons de marchandise et les trois premières voitures (KuHa 76039, MoHa 70079 et KuMoHa 50006 respectivement) déraillent, tombant dans le côté des quatrième et cinquième voitures d'un autre train à douze voitures arrivant en aval de Kurihama. La collision multiple provoque 161 morts et 120 blessés.

## Enquête
L'enquête initiale de la Japanese National Railways constate que la vitesse du train de marchandises (60 km/h) n'était pas excessive, et ne repère aucun problème avec la ligne ou le matériel roulant. Pendant cinq ans, de 1967 à 1972, l'institut de recherche technique ferroviaire effectue des tests sur une piste d'essai située au col de Karikachi à Hokkaidō sur une section abandonnée de la ligne principale Nemuro (Shintoku - Niinai (ja)) utilisant les mêmes rails et le même matériel roulant et constate que la combinaison des essieux montés, de la section transversale du rail et de son usure, et de la géométrie des rails (en) ont tous tenu un rôle dans le déraillement. À la suite de l'enquête, l'ancienne méthode d'inspection de voie est remplacée par de nouvelles voitures d'inspection de pistes utilisant des méthodes d'inspection dynamique et la collecte de données.